# Diallat
Diallat ist ein Wirkstoff zum Pflanzenschutz aus der Gruppe der Thiocarbamate. Diallat ist genau betrachtet ein Gemisch von zwei isomeren chemischen Verbindungen:
- (E)-S-(2,3-Dichlorallyl)-N,N-diisopropylthiocarbamat und
- (Z)-S-(2,3-Dichlorallyl)-N,N-diisopropylthiocarbamat.

## Geschichte
Diallat wurde 1961 von der Firma Monsanto unter dem Namen Avadex auf den Markt gebracht.

## Gewinnung und Darstellung
Diallat kann ausgehend von Carbonylsulfid und Diisopropylamin, welche unter Anwesenheit von Natriumhydroxid miteinander reagieren, gewonnen werden. Deren Produkt reagiert mit 1,2,3-Trichlorpropen zu Diallat.

## Verwendung
Diallat wird als Herbizid beim Anbau von Gerste, Mais, Luzerne, Klee, Linsen, Erbsen, Kartoffeln und Zuckerrüben verwendet. Es wirkt vor allem gegen unerwünschte Gräser.

## Zulassung
In den EU-Staaten wie Deutschland und Österreich sowie in der Schweiz ist kein Diallat-haltiges Pflanzenschutzmittel zugelassen.

## Sicherheitshinweise
Diallat ist als krebserregend eingestuft.